# Anna Maria du Mée
Anna Maria du Mée (* 1. November 1862 in Amsterdam; † 11. Mai 1949 ebenda) war eine niederländische Krankenschwester, die vor allem wegen ihres extravaganten Lebensstils Bekanntheit erlangte.

## Leben
Anna Maria du Mée war die Tochter des Buchbinders Frederik George Lodewijk du Mée (* 1820) aus Den Haag und Anna Maria Siebbeles (* 1827). Sie hatte eine jüngere Schwester. Die Familie zog mehrmals um, wohnte in der Rozenstraat 113, dann in der Spaarndammerstraat 71. Als junge Erwachsene zog Anna Maria du Mée mit ihren Eltern zum Grimburgwal 8 und Langebrugsteeg 8. Sie war unverheiratet, als sie am 9. Oktober 1881 einen Sohn zur Welt brachte, der noch im Säuglingsalter am 6. Juli 1882 starb. 1888 fand sie eine Anstellung als Krankenschwester im neuen „Herstellings- en Vacantieoord voor Israëlitische kinderen“ (Genesungs- und Ferienheim für jüdische Kinder) in Wijk aan Zee. Im darauffolgenden Jahr unternahm sie aus ungeklärten Gründen einen Suizidversuch, indem sie in der Nähe der Paardenstraat in die Amstel sprang. 1893 lebte sie wieder bei ihren Eltern, zunächst kurz in Den Haag, dann erneut in Amsterdam im Baarsjesweg 78. Im Juni 1895 verließ sie ihr Elternhaus endgültig, machte sich als Krankenschwester selbstständig und lebte zwischen 1900 und 1902 an der Binnenamstel, wo sie einen Patienten zuhause betreute.

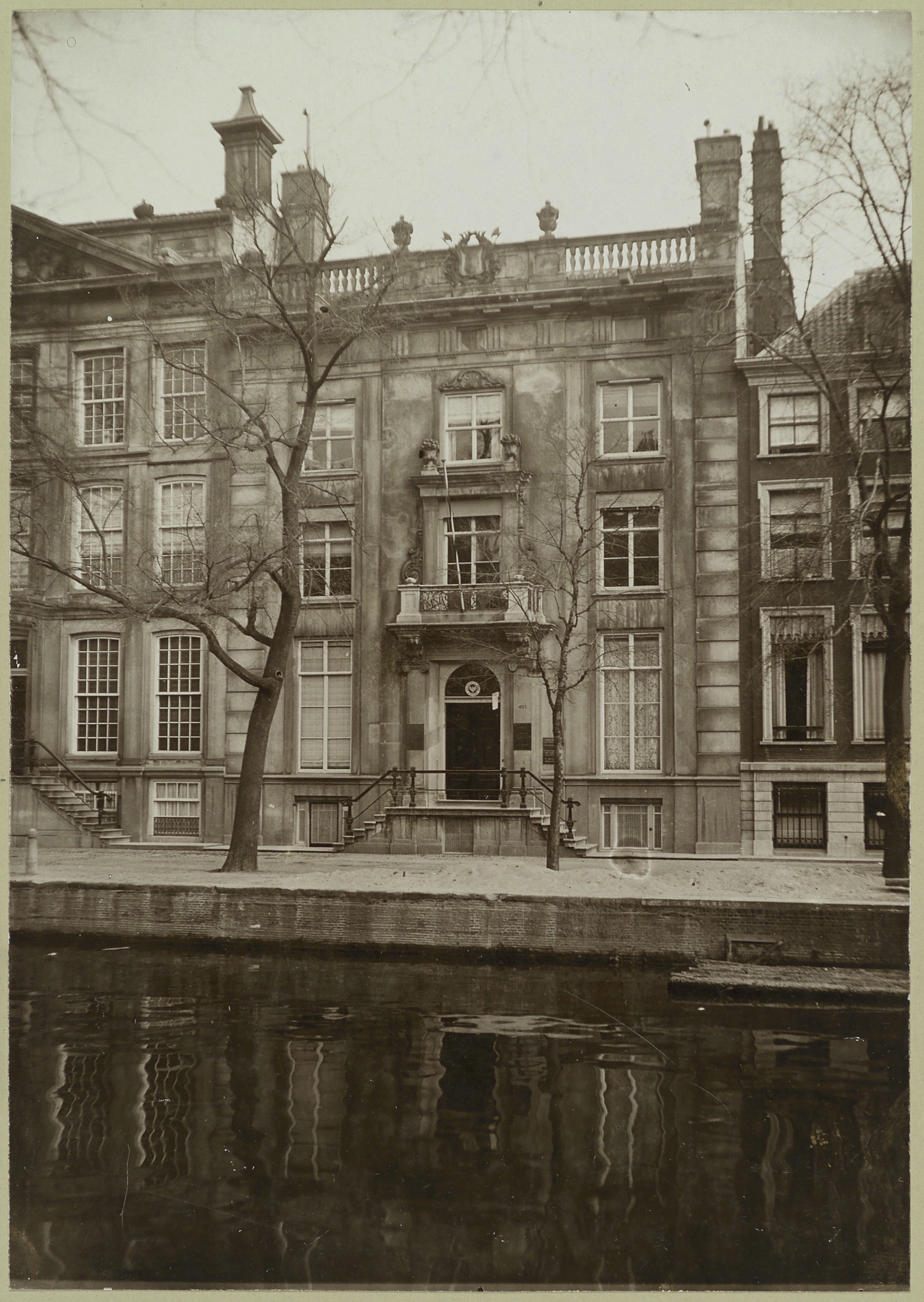
Herengracht 495, Amsterdam

1906 begann Du Mée, die mittlerweile am Rembrandtplein 35 wohnte, eine Beziehung mit dem Bankier und Kunstsammler Jan Herman van Eeghen (1849–1918), der aus einer bekannten mennonitischen Kaufmannsfamilie stammte. Er litt an Epilepsie und sie war vermutlich zuvor mehrere Jahre lang seine Privatkrankenschwester gewesen. Van Eeghen war Mitglied der Bankgesellschaft H. Oyens & Zonen und genoss mit seiner Kunstsammlung internationale Anerkennung. Sie zogen zunächst für kurze Zeit in das aufwändig renovierte Familienhaus von Van Eeghen in der Herengracht 495, siedelten jedoch bald in das mondäne Amstelhotel über. Am 10. Dezember 1907 heirateten sie und der 58-jährige Jan Herman van Eeghen, gegen den Widerstand seiner Familie. In der Folge unternahm das Ehepaar lange Fernreisen. Dabei waren sie gern gesehene Gäste „an den Höfen Ägyptens, Nordafrikas, der Türkei und Persiens“. Anna Maria du Mée erwarb in diesen Jahren eine große Schmuckkollektion und Garderobe. Nach vier Jahren scheiterte die Ehe. Van Eeghen beklagte die „ständige Gewalt“ und „Unvernunft“ seiner Frau, deren extravaganter Lebensstil so große finanzielle Probleme verursacht hatte, dass er einen Teil seiner Gemäldesammlung verkaufen musste. Nachdem Du Mée ihn geschlagen und gedroht haben solle, sein Bett anzuzünden, reichte er im November 1911 die Scheidung ein, zog den Antrag vor Gericht aber zunächst zurück. Nach kurzer Zeit stellte er einen erneuten Antrag auf Scheidung, in dem er seine Frau des Ehebruchs beschuldigte. Die Ehe endete am 23. Februar 1912 mit einer rechtlichen Trennung. Dennoch erhielt Du Mée nach Van Eeghens Tod 1918 ein sehr großes Erbe.

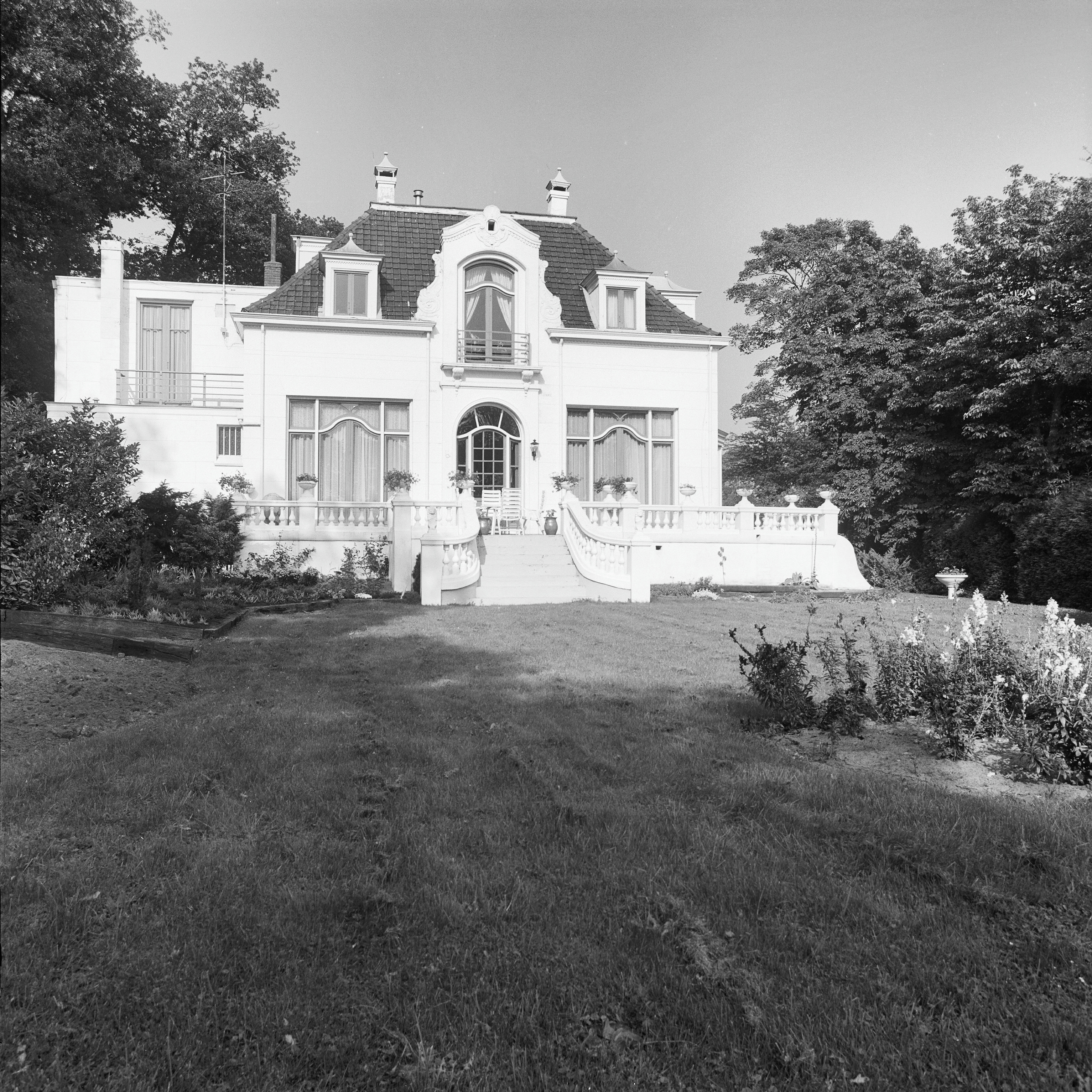
Duin-en Kruidbergerweg 16, Driehuis

Davon erwarb Anna Maria du Mée unter anderem ein Grundstück am Duin-en Kruidbergerweg 16 neben dem „Begraafplaats & Crematorium Westerveld“ (Friedhof Westerveld) in Driehuis, auf dem sich das Grab ihres früheren Mannes befand. Dort ließ sie im Sommer 1923 nach Entwürfen des Architekten Pieter Antonie Johan Scheelbeek die „Villa Bébé Bambino“ errichten, vermietete das Gebäude und lebte selbst in Amsterdam in einem karg eingerichteten Obergeschoss eines großen Hauses an der Ecke Rembrandtplein und Bakkerstraat. Ihr Umfeld und ihr Benehmen gestalteten sich zunehmend exzentrisch, so fütterte sie etwa in zerlumpter Kleidung die Kutschpferde auf dem Rembrandtplein mit Zuckerwürfeln, während sie gleichzeitig Diamanten und Goldschmuck in einem Samtbeutel bei sich trug. Besuch konnte sie nur noch in der Küche empfangen, da sie den Rest der Wohnung als Lager der in früheren Jahren erworbenen Dinge nutzte, darunter abgedeckte Möbel, Kleidung und Schmuck. Während des Zweiten Weltkriegs und der Besatzung verlor Du Mée durch die Beschlagnahme ihrer Villa durch die Wehrmacht ihre Mieteinnahmen aus Westerveld. Nach Kriegsende zog Du Mée in eine Wohnung im Obergeschoss in der Keizersgracht 709, wo sie mit einfachem Mobiliar lebte, zunehmend verwahrloste und unzureichend aß. Geschwächt und nahezu bettlägerig wurde Anne Marie du Mée in die damalige psychiatrische Valerius-Klinik am Valeriusplein in Amsterdam-Zuid aufgenommen, wo sie am 11. Mai 1949 starb. Sie wurde im Familiengrab von Van Eeghen in Westerveld beigesetzt.

## Öffentliche Wahrnehmung
Durch ihre Heirat mit dem älteren Bankier Jan Herman van Eeghen, ihren extravaganten Lebensstil sowie ihrer Scheidung erregte Anna Maria du Mée die Aufmerksamkeit und das Missfallen der Amsterdamer Gesellschaft bis über ihren Tod hinaus. Ihr haftete schon zu Lebzeiten das Image als „skrupellose Goldgräberin“ an. Unter Pseudonym veröffentlichte der Journalist Jan François Leopold de Balbian Verster im April 1915 einen abwertenden Text, in dem er unter anderem feststellte, „wie das Leben von Jan van Eeghen durch seine Ehe mit dem ‚minderwertigen Fräulein‘ zur Hölle geworden sei“. Der niederländische Schriftsteller Bertus Aafjes bezeichnete Anna Maria du Mée in Anlehnung an die mondäne Prostituierte in Alexandre Dumas’ Roman als die „Amsterdamer Kameliendame“, doch er bescheinigte ihr auch „Intellekt und ein warmes Herz“.

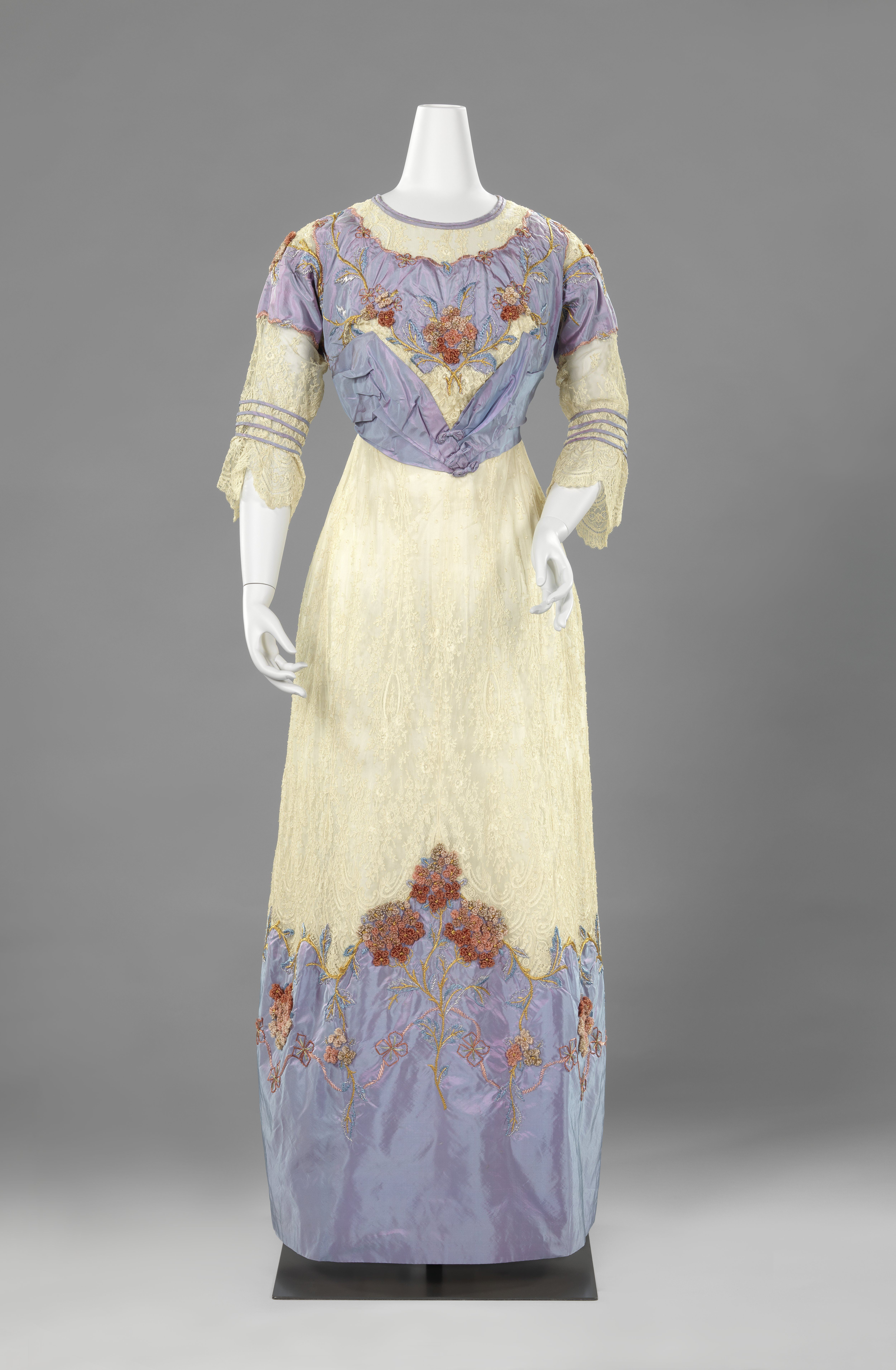
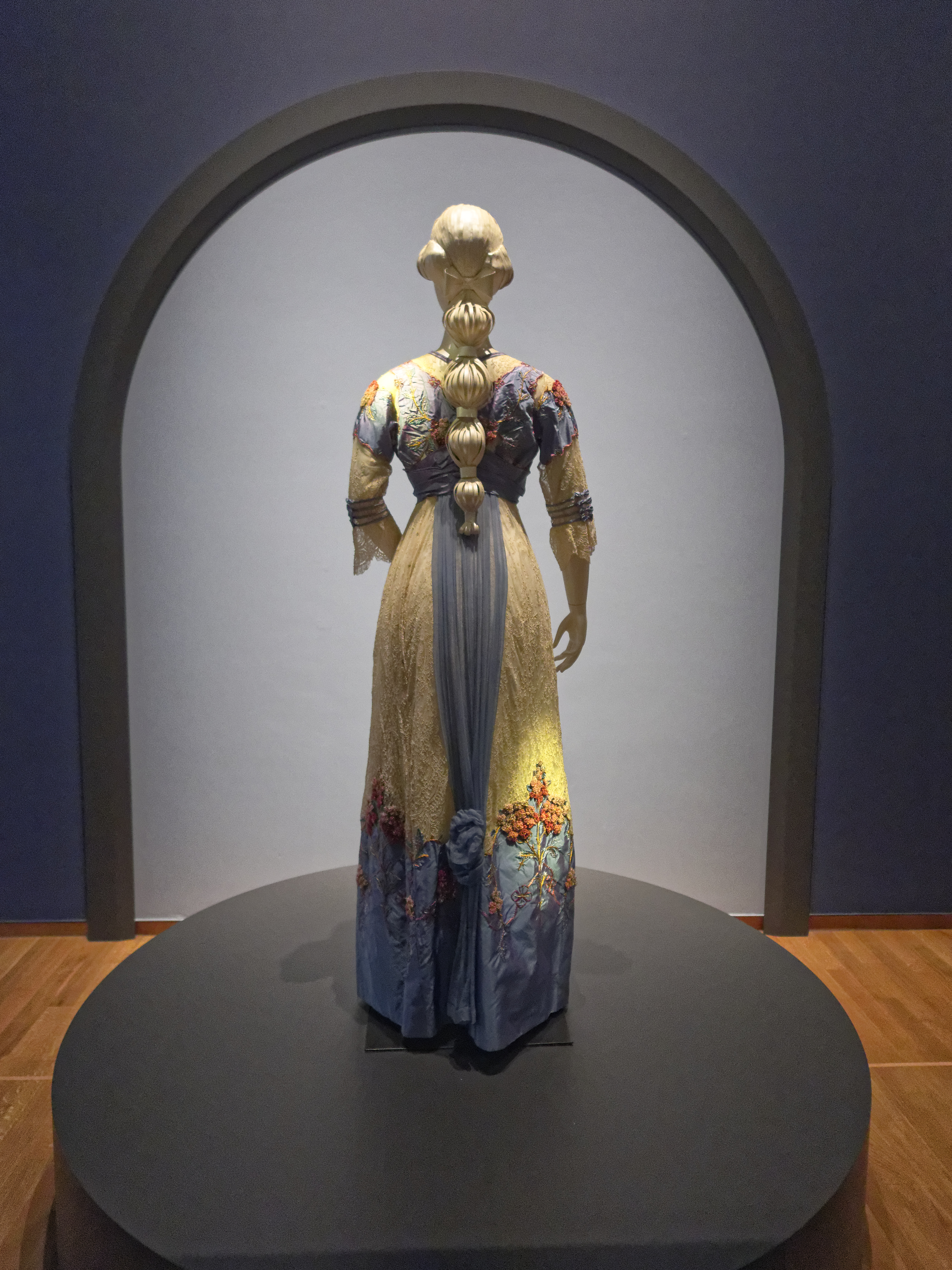

Ihren wertvollen Nachlass hatte Anna Maria du Mée säuberlich in Kisten und die weitgehend unbenutzten kostbaren Teppiche fest zusammengerollt gelagert. Die Versteigerung ihres Schmucks, ihrer Garderobe und ihrer Kunstwerke im Herbst 1949 erregte große Aufmerksamkeit. „Künstler, Antiquitätenhändler und sogar das Rijksmuseum konkurrierten gleichermaßen um diese schönsten Beispiele längst vergangener Damenmode“. Über die Auktion wurde in allen Zeitungen ausführlich berichtet.
Mit Ausnahme einiger Vermächtnisse für Nichten und Neffen vermachte Du Mée ihr Vermögen an Wohltätigkeitsorganisationen, den Tierschutz und für den Erhalt und die Pflege von Naturdenkmälern. Teile ihrer Garderobe, darunter ein Korsett und ein Kleid aus der Zeit um 1910, befinden sich im Rijksmuseum Amsterdam und weitere Stücke aus dem Nachlass im Kunstmuseum Den Haag.